# An Audio Guide to Everyday Atrocity
An Audio Guide to Everyday Atrocity (Una guía de audio para la atrocidad de todos los días en español) es el segundo álbum de la banda de Washington D. C., de metal alternativo Nothingface . El álbum fue lanzado el 22 de septiembre de 1998, a través de DCide / Mayhem Records.

## Lista de canciones
Todas las letras escritas por Matt Holt , toda la música compuesta por Tom Maxwell , Bill Gaal, Chris Houck, y Holt Matt.

| N.º   | Título                | Duración |  |
| 1.    | «Goldtooth»           | 4:21     |  |
| 2.    | «Grinning»            | 3:20     |  |
| 3.    | «So Few»              | 4:11     |  |
| 4.    | «Villains»            | 3:28     |  |
| 5.    | «Sleeper»             | 4:44     |  |
| 6.    | «Breathe Out»         | 3:39     |  |
| 7.    | «Error in Excellence» | 4:19     |  |
| 8.    | «I, Diablo»           | 4:09     |  |
| 9.    | «The Sick»            | 5:45     |  |
| 37:56 |                       |          |  |

## Personal
- Matt Holt - voces
- Tom Maxwell - guitarras
- Bill Gaal - Bajo
- Chris Houck - tambores